# Ermita de la Concepció (Altura)
L'Ermita de la Puríssima Concepció és una de les ermites de la Vila d'Altura, situada propera a la bassa de reg que va construir la vila juntament amb la cartoixa de Vall de Crist a 1531. Aquesta ermita es va construir seixanta-quatre anys després, en 1595.
Està catalogada com Bé Immoble de Rellevància Local, amb codi d'identificació: 12.07.012-002, segons consta a la Direcció General de Patrimoni Artístic de la Generalitat Valenciana.
Està situada als afores del poble, sobre un turó, en una àmplia plataforma amb jardins i arbres, propera al Convent Fra Lluís Amigó, amb accés pel camí de la Jarea.

## Descripció
És un edifici, manat a construir pel canonge, nascut a Altura, Jerónimo Mechó (qui a més de finançar la seua construcció la va dotar d'una capellania pròpia); de planta rectangular (de 8 metres per 15 metres), d'una sola nau i quatre crugies, les quals se separen per arcs faixons apuntats que reposen sobre pilastres. La fàbrica és de tàpia i maó reforçats per dos contraforts a cada costat, que s'aprecien a l'exterior. La coberta exteriorment és de teules a dues aigües. L'accés es realitza per una porta amb dovelles, blanquejades amb calç, en arc de mig punt amb arrebossat de calç; sobre la porta s'observa un retaule incomplet i de petites dimensions que conté una imatge de la Immaculada.
L'ermita es remata amb una petita espadanya que conté una única campana, i que és de construcció posterior a l'ermita.
L'exterior de l'ermita es veu completat per l'existència d'una creu de forja que se situa sobre un piló de pedra que es pot observar davant de la porta d'accés a l'ermita.
L'interior presenta sostrada de fusta. Al llarg de totes les parets del perímetre interior hi ha un pedrís corregut, que no es veu trencat per capelles laterals, ja que no existeixen, com tampoc hi ha sagristia, malgrat això, disposa d'un ampli presbiteri on es poden contemplar els dos elements més destacables de l'interior, un altar d'escaiola i el retaule ceràmic de la Immaculada en una fornícula flanquejada per columnes.
Actualment es troba en bon estat, encara que començant a deteriorar-se.
Aquí existia també una taula datada en 1595 amb imatge de la Verge, que ara es conserva a l'església de sant Miquel Arcàngel i només es trasllada a l'ermita de la Puríssima el dia de la Santa Creu, 3 de maig, quan s'acudeix en romiatge per a la benedicció de termes. Aquest mateix dia, els nens que van a prendre la primera comunió porten un ram de flors i celebren la Creu de Maig, seguidament es realitza una missa.